# Kauman (plaats in Ponorogo)
Kauman is een bestuurslaag in het regentschap Ponorogo van de provincie Oost-Java, Indonesië. Kauman telt 2323 inwoners (volkstelling 2010).